# Svjetionik Otočić Grujica
Svjetionik Otočić Grujica je svjetionik na jugozapadnoj strana otočića Grujica, na ulazu u Kvarnerić.